# Петлюк Катерина Олексіївна
Катерина Олексіївна Петлюк (1919—1998) — радянська танкістка, учасниця Німецько-радянської війни. У роки війни — механік-водій іменного легкого танка Т-60 — «Малютка», побудованого на гроші дошкільнят міста Омська. Гвардії молодший лейтенант .

## Життєпис

### Ранні роки
Катерина Петлюк народилася 15 листопада 1919 року в станиці Слобідка Тираспольського повіту Херсонської губернії (нині Кодимського району Одеської області) в родині потомственого залізничника Олексія Захаровича Петлюка. У родині було дві дочки.
Закінчила Крижопільську середню школу. Мріяла стати льотчицею, тому вирушила до Одеси в школу пілотів імені Поліни Осипенко. Однак через зріст 151 см медична комісія не допустила її. Проте, вона вступила до аероклубу, ставши пілотом запасу і інструктором парашутного спорту. Одночасно працювала піонервожатою, навчалася в гуртку ТСОАВІАХІМу, закінчила курси медичних сестер при заводі імені Жовтневої революції.
Наприкінці 1930-х років родина Петлюків переїхала до Рибницю (нині Придністровська Молдавська Республіка), а Катерина поїхала до Кіровограду (нині — Кропивницький), де був аероклуб. На той час на залізниці не вистачало помічників машиністів і кочегарів, і вона вирішила спробувати ще одну «чоловічу» професію — стати кочегаром. Також їздила областю з самодіяльним театром клубу залізничників, грала Христину в п'єсі Олександра Корнійчука «Платон Кречет».

### Укладальник парашутів
На другий день німецько-радянської війни 24 червня 1941 року, Каткерина Петлюк вирушила до військкомату, а звідки була направлена до діючої армії техніком-укладальником парашутів. Її військова частина відходила на схід до річки Дон, потім під Сталінград. Рибниця, де залишилася її сім'я, і Кіровоград, де вона працювала до війни, вже були захоплені німецькими військами. Коли серед військовослужбовців почався відбір для підпільної роботи в окупованій Кіровоградській області, кандидатура Катерини була відхилена, бо її як комсомольську активістку багато місцевих жителів знали в обличчя.

### Механік-водій танка «Малютка»
У Сталінграді Катерина Петлюк вирішила стати танкісткою: «на танку швидше німців з України проженемо». Однак в комісії з відбору добровольців до школи танкістів до неї поставилися скептично, так як у неї, в тому числі, не було профільного досвіду роботи трактористом або шофером. Проте, їй не змогли відмовити, і Катерина була зарахована до полкової танкової школи. Після війни колишній заступник начальника школи І. X. Гуткін зізнався, що комісія була впевнена, що вона не витримає і відмовиться сама, а в крайньому випадку — була вказівка «зрізати» її на іспиті. Також їй пропонували перевестись на курси молодших політруків. Однак завдяки своїй наполегливості і досвіду навчання в аероклубі, вона освоїла професію механіка-водія танка, здавши всі іспити на «відмінно».
Відмовившись від пропозиції залишитися в школі інструктором, 2 липня 1942 року старший сержант Катерина Петлюк в складі маршової роти прибула на станцію Сарепта Приволзької залізниці на завод «Судноверф» для отримання танка. Катерині дістався легкий танк «Т-60», на башті якого вона вивела фарбою: «Малютка». «Ось уже в точку потрапили — малятко в „Малятку“», жартували танкісти.

Брала участь у Сталінградській битві в складі 56-ї танкової бригади. У ході бойових дій її зв'язковий танк «Малютка» (командир танка — Микола Козюра) підкочував до командирських машин мчав у підрозділи, передаючи накази, підвозив ремонтників до підбитих танків, доставляв боєприпаси і вивозив поранених. 16 листопада 1942 року при виконанні чергового завдання врятувала життя офіцерам бригади, вчасно помітивши в нічний час доби мінне поле по маршруту слідування. За спогадами капітана Лепьохіна,
«…коли мені сказали, що танк поведе жінка, я, чесно кажучи, злякався. Думав, краще пішки піду. І як ти могла провести танк? А мінне поле? Як ти могла його відчути?».
7 грудня 56-та танкова бригада була відведена на переформування в Сальський степ, а кілька танків, у тому числі «Малютка», були передані до 90-ї танкової бригади. 17 січня брала участь у боях на підступах до Воропоново. Перед боєм відбулося партійні збори, де Катерина Петлюк була прийнята до ВКП(б). 31 січня 1943 року танкова колона бригади увійшла в Сталінград. У кінохроніку Сталінградської битви потрапили кадри біля універмагу, з підвалу якого виходять німецькі генерали, на тлі колони радянських танків, у якій стояв танк із написом «Малютка» і Катерина Петлюк.
Загалом з грудня 1942 року по січень 1943 року на бойовому рахунку механіка-водія танка Т-60 204-го танкового батальйону 90-ї танкової бригади старшого сержанта Катерини Петлюк було десять бойових виходів, у складі екіпажу вона знищила 10 бліндажів, три автомашини і до 80 солдатів і офіцерів противника, "показала зразки мужності й героїзму, відмінно опанувала мистецтво водіння танка в будь-яких умовах бою і місцевості..
Нагороджена орденом Червоної Зірки (7 лютого 1943 р.).
3 лютого 1943 року 90-та танкова бригада була виведена в резерв Ставки ВГК на переформування, а її танк разом з екіпажем переданий до 91-ї танкової бригади, яка до літа 1943 року перебувала на доукомплектуванні. У травні 1943 року Катерина Петлюк була обрана парторгом роти.
Імовірно, на початку літа 1943 року Катерина Петлюк воювала на новому Т-60 «Малютка», який був побудований на гроші дошкільнят міста Омська. 14—18 липня 1943 року бригада в складі 3-ї гвардійської танкової армії зробила марш у район Старе Батькове і взяла участь в Орловській операції (липень — серпень 1943 року). До цього часу Катерина Петлюк пересіла вже на танк Т-70 (командир — лейтенант Михайло Колов), а з «Малюткою» довелося розлучитися. На пам'ять про «Малютку» Катерина взяла танковий годинник, який нині експонуються в Музеї оборони Сталінграда . За деякими даними, танк «Малютка» дійшов до Берліна.
У бою 22 липня 1943 року танкісти 91-ї бригади розгромили противника в Собакіно (Залегощенський район Орловської області), оволоділи переправою через річку Оптушка і наступного дня розвинули наступ. У цьому бою екіпаж Катерини Петлюк знищив одну протитанкову гармату.
У бою 29 липня за переправу в районі Філософовао механік-водій легкого танка Т-70 (командир — Петро Федоренко ) 345-го танкового батальйону 91-ї танкової бригади гвардії старший сержант Катерина Петлюк вела свій танк в атаку і забезпечила успішний результат бою, зруйнувавши один бліндаж і знищивши в складі екіпажу протитанкову гармату, міномет, два кулемети і до 30 солдатів противника. При цьому командир танка і механік-водій були поранені, але Катерина Петлюк зуміла вивести танк з бою і надати командиру першу медичну допомогу. Відмовившись від відправки до госпіталю, залишилася в бригаді і, за оцінкою командування, «показала себе однією з рішучих патріоток Соціалістичної Батьківщини». За цей епізод була нагороджена орденом Вітчизняної війни II ступеня (14 серпня 1943 року).
Виступала з доповіддю на армійській конференції механіків-водіїв танків. Перед виходом радянських військ до Дніпра Катерина Петлюк була переведена до 39-го гвардійського окремого розвідувального армійського автобронебатальону 3-ї гвардійської танкової армії. 20 вересня 1943 року танкісти кинулися вперед, за дві з половиною доби подолали близько 200 кілометрів і вийшли до Дніпра. 6 листопада був звільнений Київ. У лютому 1944 року Катерина Петлюк брала участь в боях за великий залізничний вузол Шепетівка.
Навесні 1944 року направлена до Ульяновського танкового училища, після закінчення якого молодший лейтенант Катерина Петлюк, як досвідчена танкістка, була залишена в училищі командиром навчального взводу. Також позначилися три отриманих в боях поранення: за висновком військово-медичної комісії вона була визнана інвалідом другої групи.

### Повоєнні роки
У 1945 році після закінчення війни вийшла у відставку, переїхала до Одеси. Працювала інструктором військового навчання в Ленінському районі Одеси, потім була обрана депутаткою районної ради.
Заочно закінчила юридичний факультет університету і з 1948 року працювала завідувачкою бюро ЗАГСу Ленінського району. Вийшла заміж, народила сина.
Брала активну участь у суспільному житті і в вихованні молоді. Фронтовичка-танкістка проводила уроки мужності і патріотизму, захоплено розповідала в школах і вишах, в музеях і на святкових зустрічах про подвиги однополчан, згадувала бойових друзів і свою «Малютку». Будучи парторгом роти під час війни, вона і в мирні роки залишалася переконаним пропагандистом та агітатором.

У 1975 році школяр з клубу «Шукач» омського Палацу піонерів Володя Яшин у старій підшивці «Омської правди» знайшов лист Ади Занегін від 25 лютого 1943 року, який поклав початок збору коштів на будівництво танка «Малютка». 19 травня того ж року в Омську вперше зустрілися Ада Олександрівна Занегін і Катерина Олексіївна Петлюк.
«Ми обнялися і довго тримали один одного в обіймах, намагаючись приховати від людей наші сльози, — згадувала цю сцену Катерина Олексіївна. — Це було невимовно зворушливо і так несподівано і дивно для нас обох…»
Разом вони відвідали Смоленськ, батьківщину Аделі Олександрівни  Учні омської школи вручили жінкам подарунки: Катерині Олексіївні — макет танка «Малютка», Аделі Олександрівні — ляльку, про яку вона мріяла в дитинстві і на покупку якої збирала гроші.
Коли історія будівництва танка отримала широку популярність, піонерська організація Смоленської області під гаслом «Наш фронт — на хлібному полі!» Виступила з ініціативою збору металобрухту, макулатури, лікарських трав для побудови трактора «Малютка». До заклику приєдналися піонерські організації Омської, Харківської та інших областей. В результаті за 7 років кампанії зі збору коштів (1979—1986 рр.) на Мінському тракторному заводі було побудовано 140 тракторів МТЗ-80, які отримали ім'я «Малютка».
Я ніколи не забуду сьогоднішній день. Я ще раз глибоко відчула: не дарма билися ми за кожну п'ядь землі, не дарма поливали її своєю кров'ю. Ми посіяли добрі насіння, і зараз сходи радують наше око. Сьогодні над нами мирне небо і діти збирають металобрухт на трактори.
К. О. Петлюк
Померла Катерина Петлюк 1998 року в Одесі.

## Пам'ять
У листопаді 2013 року у Волгограді під час проведення військово-історичної реконструкції «Вуличні бої в Сталінграді» було продемонстровано епізод за участю відновленого танка Т-60, якому під час дійства було присвоєно легендарне ім'я «Малютка». Саму Катерину Петлюк зіграла волгоградський реконструктор Ірина Куликова (ВІК «Піхотинець»).

## Нагороди
Радянські державні нагороди:
- Орден Вітчизняної війни I ступеня (6 квітня 1985)
- Орден Вітчизняної війни II ступеня (14 серпня 1943)
- Орден Червоної Зірки (7 лютого 1943)
- 12 медалей, в тому числі: [1]
  - медаль «За оборону Сталінграда»

## Оцінки й думки
Маршал Радянського Союзу І. І. Якубовський, колишній командир 91-ї танкової бригади:
Серед тих, хто відзначився в боях під Собакіно, а їх було чимало, я знову хочу назвати механіка-водія танка Катерину Петлюк. Справа в тому, що мужність чоловіка — це, так би мовити, явище начебто звичайне. Чоловікам, як кажуть, належить бути такими. Але коли ти бачиш, що в ряду мужніх нікому ні слова докору не дозволяє своєю поведінкою сказати жінка, яка працює на «чоловічу професію», то це подвійно, а взагалі-то важко виміряти, у скільки разів, підносить героїзм людини. Про нього говорять, що це — мужність особливого порядку. Їм, безумовно, мала учасниця Сталінградської битви Катерина Петлюк, яка після війни, будучи зайнята наймирнішої професією, вручала в Одесі найщасливішим людям на світі — молодятам путівки в більшу і радісне життя. А тоді, в липні сорок третього року, я бачив її бойову машину в атаці.

Колишній Член Військової ради 3-ї гвардійської танкової армії С. І. Мельников:

Успіх танкової атаки багато в чому залежить від майстерності механіків-водіїв. Регулюючи швидкість, змінюючи напрямок руху, миттєво зупиняючи машину або рвонувши її з місця вперед, вони допомагають командиру танка навести знаряддя точно в ціль або відводять танк з-під вогню противника. Таким механіком-водієм в бригаді Якубовського була Катя Петлюк. Учасниця Сталінградської битви, вона постійно удосконалювала бойову майстерність; і в Орловській операції, особливо в бою під Собакіно, механік-водій танка «Т-70» Катерина Олексіївна Петлюк показала себе зрілим воїном і безстрашною людиною.

Катерина Петлюк:
Т-60 мені сподобався, тільки дійсно був маленьким. «Нічого, — заспокоїла себе я. — Маленький, та молодецький. Повоюємо, друже!» Я знайшла банку з білою фарбою і на вежі вивела: «Малютка». Танкісти жартували: «Дивись, на інших вежах які імена: „Грозний“, „Орел“, „Сміливий“! А у тебе — „Малютка“, несерйозно. Ну, нічого, до пари тобі…»